# Grb Kraljevine Jugoslavije
Grb Kraljevine Jugoslavije (i Kraljevine SHS) praktično predstavlja dopunu grba Kraljevine Srbije, iako se u formalnom smislu smatra potpuno novom kreacijom.
Glavna su dopune: štit podijeljen na tri dijela. Prvi dio predstavlja Srbe (križ i četiri ocila u pozadini), drugi Hrvate (šahirani grb s naizmjeničnim crvenim i bijelim kvadratima), a treći je nanovo kreiran za Slovence (šesterokraka zlatna zvijezda iznad srebrnoga mladog mjeseca). Kasnije je dio štita koji predstavlja Slovence promijenjen te je bio načinjen od tri šesterokrake zlatne zvijezde.
Mali grb (bez plašta) nalazio se na vojnopomorskoj zastavi kraljevstva.